# Museo de Phuthadikobo
El museo de Phuthadikobo (en inglés: Phuthadikobo Museum) es un museo en la ciudad de Mochudi, Botsuana. Está ubicado en un edificio histórico de interés arquitectónico. Se trata de un museo que tiene una amplia gama de exposiciones, una tienda de artesanía y un taller de serigrafía que son exclusivos de África.
Se trata de un museo, un centro cultural y un taller de serigrafía que forma un todo de un programa de desarrollo por la comunidad desde 1975. El énfasis está en la vida local, las tradiciones y el diseño de Bakgatla.